# کوزنیتسا (روستا)
کوزنیتسا (به بلغاری: Koznitsa) یک منطقهٔ مسکونی در بلغارستان است که در شهرستان نسبار واقع شده‌است.
 کوزنیتسا  ۱۱ نفر جمعیت دارد و ۱۰۱ متر بالاتر از سطح دریا واقع شده‌است.